# 27 tháng 1
Ngày 27 tháng 1 là ngày thứ 27 trong lịch Gregory. Còn 338 ngày trong năm (339 ngày trong năm nhuận).

## Sự kiện
- 98 – Traianus kế vị cha nuôi Nerva làm hoàng đế La Mã; Đế quốc La Mã mở rộng tối đa dưới triều đại của ông.
- 661 – Đế quốc Rashidun sụp đổ khi Khalip Ali bin Abu Talib bị ám sát.
- 1142 – Tống Cao Tông và tể tướng Tần Cối cho độc sát tướng quân Nhạc Phi tại Đại lý tự Lâm An.
- 1606 – Âm mưu thuốc súng: Phiên tòa xét xử Guy Fawkes và các đồng mưu khác bắt đầu.
- 1820 – Đoàn thám hiểm người Nga dưới sự chỉ huy của Fabian Gottlieb von Bellingshausen và Mikhail Lazarev trên các tàu Vostok và Mirny khám phá ra châu Nam Cực và tiếp cận bờ biển của châu lục này.
- 1868 – Chiến tranh Mậu Thìn: Bắt đầu trận Toba-Fushimi giữa Mạc phủ Tokugawa và liên quân Tân chính phủ ủng hộ Thiên hoàng, tức 3 tháng 1 năm Mậu Thìn.
- 1869 – Chiến tranh Mậu Thìn: Dư đảng của Mạc phủ Tokugawa thành lập nên nước Cộng hòa Ezo tại Hakodate, quản lý đảo Hokkaidō, tức 15 tháng 12 năm Mậu Thìn.
- 1888 – Hội địa lý Quốc gia Hoa Kỳ được thành lập tại thủ đô Washington, D.C..
- 1939 – Nguyên mẫu XP–38 của máy bay tiêm kích Lockheed P-38 Lightning tiến hành chuyến bay đầu tiên.
- 1943 – Chiến tranh thế giới thứ hai: Chiến dịch Ostrogozhsk-Rossosh kết thúc với thắng lợi chiến thuật của Liên Xô trước Đức Quốc xã.
- 1944 – Chiến tranh thế giới thứ hai: Trận Leningrad kết thúc với thắng lợi của Liên Xô, thành phố Leningrad hoàn toàn thoát khỏi sự bao vây của Đức Quốc xã.
- 1945 – Chiến tranh thế giới thứ hai: Hồng quân Liên Xô giải thoát các tù nhân còn lại trong Trại tập trung Auschwitz do Đức Quốc xã xây dựng trên lãnh thổ Ba Lan.
- 1965 – Tướng Nguyễn Khánh tiến hành đảo chính không đổ máu, lật đổ chính quyền dân sự của Thủ tướng Việt Nam Cộng hòa Trần Văn Hương.
- 1968 – Hợp nhất 2 tỉnh Hưng Yên và Hải Dương thành tỉnh Hải Hưng
- 1973 – Hiệp định Paris chấm dứt chiến tranh, lập lại hoà bình ở Việt Nam được ký kết. Hai nhân vật chủ yếu trong cuộc đàm phán là Lê Đức Thọ và Henry Kissinger.
- 1983 – Thủ tướng Nhật Yasuhiro Nakasone đã nhấn nút thực hiện vụ nổ hoàn thành hầm dẫn hướng của Đường hầm Seikan nối liền Hokkaido và Honshu.
- 1995 – Đại học Quốc gia Thành phố Hồ Chí Minh được thành lập.
- 2010 – Cuộc khủng hoảng hiến pháp tại Honduras kết thúc khi Porfirio Lobo Sosa trở thành tổng thống.
- 2011 – Mùa xuân Ả Rập: Cách mạng Yemen 2011–2012 bắt đầu khi có trên 16 nghìn người biểu tình tuần hành tại thủ đô Sana'a.
- 2013 – 241 người thiệt mạng trong một hỏa hoạn hộp đêm Kiss tại thành phố Santa Maria, bang Rio Grande do Sul, Brasil.
- 2018 – Trận chung kết lịch sử cúp vô địch U23 Châu Á giữa ĐT U23 Việt Nam và ĐT U23 Uzbekistan. Đây là lần đầu tiên đội tuyển U23 của Việt Nam lọt vào đến chung kết của một giải đấu châu lục.

## Sinh
- 1571 – Abbas I, shah của triều Safavid Ba Tư (m. 1629)
- 1756 – Wolfgang Amadeus Mozart, nhà soạn nhạc người Áo (m. 1791)
- 1807 – David Friedrich Strauß, nhà thần học và tác gia người Đức (m. 1874)
- 1809 – Lê Thị Lộc, phong hiệu Thất giai Quý nhân, thứ phi của vua Minh Mạng nhà Nguyễn (m. 1847)
- 1826 – Mikhail Yevgrafovich Saltykov-Shchedrin, tác gia và nhà báo người Nga, tức 15 tháng 1 theo lịch Julius (m. 1889)
- 1832 – Lewis Carroll, tác gia người Anh Quốc (m. 1898)
- 1848 – Tōgō Heihachirō, đô đốc người Nhật Bản, tức 22 tháng 12 năm Đinh Mùi (m. 1934)
- 1850 – Edward John Smith, thuyền trưởng người Anh Quốc (m. 1912)
- 1859 – Wilhelm II, hoàng đế của Đức (m. 1941)
- 1891 – Ilya Grigoryevich Ehrenburg, nhà báo và tác gia người Nga, tức 15 tháng 1 theo lịch Julius (m. 1967)
- 1893 – Tống Khánh Linh, chính trị gia người Trung Quốc, tức 10 tháng 12 năm Nhâm Thìn (m. 1981)
- 1902 – Khâu Thanh Tuyền, tướng lĩnh người Trung Quốc, tức 18 tháng 12 năm Tân Sửu (m. 1949)
- 1932 – Rimma Fyodorovna Kazakova, tác gia người Liên Xô (m. 2008)
- 1936 – Đinh Triệu Trung, nhà vật lý học người Mỹ gốc Hoa, đoạt giải Nobel
- 1944 – Mairead Corrigan, nhà hoạt động người Ireland, đoạt giải Nobel
- 1955 – John Roberts, luật gia người Mỹ
- 1963 – Luigi Ambrosio, nhà toán học người Ý
- 1971 – Phạm Văn Phương, diễn viên người Singapore
- 1972 – Mark Owen, ca sĩ người Anh Quốc
- 1976 – 
  - Ahn Jung–Hwan, cầu thủ bóng đá người Hàn Quốc
  - Lâm Tâm Như, diễn viên, ca sĩ, nhà sản xuất người Đài Loan
- 1977 – Elena Vaenga, ca sĩ, nhạc sĩ, nhà soạn nhạc diễn viên người Nga
- 1979 – Rosamund Pike, diễn viên người Anh Quốc
- 1980 – Marat Safin, vận động viên quần vợt người Nga
- 1981 – Cindy Thái Tài, ca sĩ, diễn viên người Việt Nam
- 1983 - Thành Trung, danh hài kiêm MC người Việt Nam
- 1986 - Tú Vi, diễn viên người Việt Nam
- 1987 – Lily Donaldson, người mẫu người Anh Quốc
- 1990 – 
  - Christoph Moritz, cầu thủ bóng đá người Đức
  - Diễm My 9x, diễn viên người Việt Nam
- 1993 – Yaya Sanogo, cầu thủ bóng đá người Pháp
- Không rõ năm – Andō Natsumi, mangaka người Nhật Bản

## Mất
- 98 – Nerva, hoàng đế của Đế quốc La Mã (s. 35)
- 457 – Marcianus, hoàng đế của Đế quốc Đông La Mã (s. 392)
- 661 – Ali bin Abu Talib, Khalip của Đế quốc Rashidun
- 672 – Giáo hoàng Vitalianô
- 1142 – Nhạc Phi, tướng lĩnh triều Tống tức 29 tháng 12 năm Tân Dậu (s. 1103).
- 1596 – Francis Drake, thuyền trưởng và nhà thám hiểm người Anh (s. 1540)
- 1688 – Bố Mộc Bố Thái, tức Hiếu Trang Văn hoàng hậu, thái hậu của triều Thanh, tức ngày Kỉ Tị (27) tháng 12 năm Đinh Mão (s. 1613)
- 1725 – Ái Tân Giác La Dận Nhưng, thái tử của triều Thanh, tức ngày Quý Mùi (14) tháng 12 năm Giáp Thìn (s. 1674)
- 1814 – Johann Gottlieb Fichte, triết gia người Đức (s. 1762)
- 1851 – John James Audubon, nhà điểu học và họa sĩ người Pháp–Mỹ (s. 1789)
- 1856 – Nguyễn Phúc Miên Sách, hoàng tử con vua Minh Mạng (s. 1839)
- 1877 – Eugen của Württemberg, quý tộc và sĩ quan người Đức (s. 1846)
- 1881 – Wilhelm von Kanitz, tướng lĩnh người Đức (s. 1803)
- 1988 – Lê Văn Nghiêm, tướng lĩnh Quân lực Việt Nam Cộng hòa (sinh 1912)
- 1898 – Karl Gustav von Sandrart, tướng lĩnh người Đức (s. 1817)
- 1901 – Giuseppe Verdi, nhà soạn nhạc người Ý (s. 1813)
- 1924 – Hasegawa Yoshimichi, nguyên soái Nhật Bản, Tổng đốc Triều Tiên (s. 1850)
- 1951 – Carl Gustaf Emil Mannerheim, sĩ quan và chính trị gia người Phần Lan, tổng thống của Phần Lan (s. 1867)
- 1972 – Mahalia Jackson, ca sĩ người Mỹ (s. 1911)
- 1982 – Trần Văn Hương, chính trị gia người Việt Nam (s. 1902)
- 1983 – Louis de Funès, diễn viên người Pháp (s. 1914)
- 2008 – Suharto, chính trị gia người Indonesia, tổng thống của Indonesia (s. 1921)
- 2009 – John Updike, nhà văn và nhà phê bình văn học nghệ thuật người Mỹ (s. 1932)
- 2010 – J. D. Salinger, tác gia người Mỹ (s. 1919)
- 2013 – Phạm Duy, ca sĩ, nhạc sĩ người Việt Nam (s. 1921)
- 2013 – Stanley Karnow, nhà báo và sử gia người Mỹ (s. 1925)
- 2014 – Pete Seeger, ca sĩ người Mỹ (s. 1919)
- 2022 – Bích Chiêu, nữ ca sĩ người Việt Nam (s. 1942)

## Ngày lễ và kỷ niệm
- Ngày ký Hiệp định Paris
- Ngày Thế giới tưởng niệm nạn nhân bị tàn sát chủng tộc (International Day of Commemoration in memory of the victims of the Holocaust)